# VII Premis Cinematogràfics José María Forqué
La cerimònia dels VII Premis Cinematogràfics José María Forqué es va celebrar al Teatro Real de Madrid el 29 d'abril de 2002. Es tracta d'uns guardons atorgats anualment des de 1996 per l'Entitat de Gestió de Drets d'Autor dels Productors Audiovisuals (EGEDA) com a reconeixement a les millors produccions cinematogràfiques espanyoles pels seus valors tècnics i artístics produïdes entre l'1 de gener i el 31 de desembre de 2001. El premi consisteix en una claqueta de plata i 30.050 euros.
La gala fou presentada per Carmen Maura i Juan Luis Galiardo i gaudí de l'actuació del Laboratorio de Interpretación Musical, dirigit per Jesús Villa Rojo. L'acte fou presidit per Luis Alberto de Cuenca y Prado, secretari d'Estat de Cultura, i hi assistiren José María Otero, Director General de l'ICAA; Marisa Paredes, Presidenta de l'Acadèmia de les Arts i les Ciències Cinematogràfiques d'Espanya; Álvaro de la Riva, Director General de Televisió Espanyola i Enrique Cerezo, President d'EGEDA.
El guanyador era En construcció i els altres candidats eren: El hijo de la novia, Juana la Loca i The Others.